# John Cone
John Cone (nacido el 16 de noviembre de 1974 en Kansas City, Misuri, Estados Unidos) es un árbitro de lucha libre profesional que actualmente trabaja para la WWE.

## Carrera

### Inicios (1995–2006)
Cone inició su carrera como árbitro en luchas de empresas independientes en agosto de 1995. Trabajó para la empresa de Harley Race, la World League Wrestling desde 1999 hasta 2006 hasta que un oficial de la WWE asistió a una de las luchas que Cone arbitró.

### World Wrestling Entertainment/WWE (2006–presente)
Cone se probó en la WWE y fue contratado inmediatamente. Fue enviado al territorio en desarrollo de la WWE Ohio Valley Wrestling y luego a la Deep South Wrestling.
El 17 de abril de 2017, mientras se enfrentaban The Big Show contra Braun Strowman este último lanzó a Big Show desde la cuerda superior haciendo que el cuadrilatero (ring) se destruyera, Cone cayó a ringside y se golpeó la nuca, sin embargo no pasó a mayores.

## Vida personal
En WrestleMania 34, el hijo de Cone, Nicholas, fue elegido de la audiencia por Braun Strowman para ser su compañero de equipo en parejas para competir por el Campeonato en Parejas de Raw. Ganaron su combate, lo que convirtió a Nicholas en el campeón más joven en cualquier categoría en la historia de la WWE, pero renunció al título la noche siguiente en Raw.

## Otros medios
Cone es el árbitro en el videojuego de la WWE en WWE 2K15 de la PS4 y Xbox One. En 2009 Cone fue invitado en documentales, KC en el Mat: The History of Professional Wrestling in Kansas City (La Historia de la Lucha Libre profesional en Kansas City en español).